# Kisrákóc
Kisrákóc (ukránul: Малий Раковець [Malij Rakovec]) falu Ukrajnában, Kárpátalján, a Huszti járásban. A település Bilke községhez tartozik. Lakossága a 2001-es népszámlálás idején 3086 fő volt.

## Fekvése
Ilosvától délkeletre, Nagyrákóc és Keselymező közt, a Nagyszőllősi-hegység alján fekvő település.

## Története
A trianoni békeszerződés előtt Ugocsa vármegye Tiszánnineni járásához tartozott.
1910-ben 1673 lakosából 15 magyar, 30 német, 1626 ruszin volt. Ebből 1641 görögkatolikus, 30 izraelita volt.
2020-ig az Ilosvai járáshoz tartozott. A járást a 2020-as ukrajnai közigazgatási reform során megszüntették, a települést a Huszti járáshoz csatolták.